# Port lotniczy Covilhã
Port lotniczy Covilhã – port lotniczy położony w mieście Covilhã (Portugalia). Obsługuje połączenia krajowe.